# 天鉤六
仙王座ξ（天钩六），又名BD+63 1802，HD 209790、SAO 19827、HR 8417，是仙王座的一颗恒星，视星等为4.29，位于銀經106.15，銀緯7.37，其B1900.0坐标为赤經22h 0m 53.7s，赤緯+64° 7.37′ 26″。